# Стефан Отулаковський
Стефан Отулаковський (пол. Stefan Otulakowski, 28 серпня 1945) — польський спортсмен.
Учасник Олімпійських Ігор 1972 року.